# Quercus lanata
Quercus lanata es una especie arbórea de la familia de las fagáceas. Está clasificada en la Sección Quercus, que son los robles blancos de Europa, Asia y América del Norte. Tienen los estilos cortos; las bellotas maduran en 6 meses y tienen un sabor dulce y ligeramente amargo, el interior de la bellota tiene pelo. Las hojas carecen de una mayoría de cerdas en sus lóbulos, que suelen ser redondeados.

## Descripción
Es un árbol de hoja perenne que puede alcanzar un tamaño de 30 m de altura, pero habitualmente crece hasta alcanzar entre 4 y 18 m. El tronco suele ser torcido. La corteza es gruesa de color gris o marrón ceniza con lenticelas, la exfoliación se produce en láminas finas. Los brotes jóvenes son densamente pubescentes. Las hojas miden entre 10 y 22 cm de largo y entre 3 y 9 cm de ancho. Son oblongas ovaladas, dos o tres veces más largas que anchas. El haz es áspero y glabro, mientras que el envés es tomentoso y de color blanco, sucediendo a veces que la tomentosidad aparece sólo a lo largo de las venas. Los márgenes son enteros o ligeramente dentados en la mitad anterior (apical). El ápice es obtuso, más o menos acuminado. La base es redondeada o ampliamente cónica, con entre 14 y 17 pares de venas paralelas. El peciolo mide entre 6 y 25 mm, siendo tometoso y de color gris marrón, haciéndose glabros con el tiempo. Entre junio y julio produce unas inflorescencias de entre 4 y 14 cm de largo. Las bellotas miden entre 1,1 y 1,8 cm de largo, y entre 0,9 y 1,2 cm de ancho; ovoides, mucronadas, glabras. Las bellotas aparecen individualmente o en parejas. La taza es sésil y cubre la bellota entre 1/3 y 1/2 de la longitud de la misma. Cuentan con escamas adpresas pequeñas y triangulares.

## Distribución
El área de crecimiento natural de Quercus lanata es el Himalaya : ( India, Myanmar, China, Nepal, Vietnam, Borneo y el norte de Pakistán ); entre los 1.300 y los 3.000 metros.

## Taxonomía
Quercus lanata fue descrita por James Edward Smith y publicado en The Cyclopaedia; or, universal dictionary of arts, . . . 29: Quercus no. 27. 1819.
Etimología
Quercus: nombre genérico del latín que designaba igualmente al roble y a la encina.
lanata: epíteto latíno que significa "con lana".
Variedad aceptada
- Quercus lanata subsp. leiocarpa (A.Camus) Menitsky

Sinonimia
- Quercus banga Buch.-Ham. ex D.Don
- Quercus banga Ham. ex Hook.f.
- Quercus lanata subsp. lanata
- Quercus lanuginosa D.Don
- Quercus nepaulensis Desf.[3][4]